# Regione ecclesiastica Abruzzo-Molise
La Regione ecclesiastica Abruzzo-Molise è un ente ecclesiastico dotato di personalità giuridica eretto dalla Santa Sede ed è una delle sedici regioni ecclesiastiche in cui è suddiviso il territorio della Chiesa cattolica in Italia.
Il suo territorio corrisponde all'incirca al territorio delle due regioni amministrative, l'Abruzzo e il Molise, della Repubblica Italiana; sono presenti alcune piccole variazioni nelle zone di confine, dovute alla configurazione delle singole diocesi, risalenti ad epoca remota.
Alla Regione ecclesiastica fa riferimento il Pontificio Seminario Regionale Abruzzese-Molisano "San Pio X" di Chieti.

## Storia
Il Cristianesimo giunse presto in queste terre, che ai tempi dell'Impero romano erano denominate Regione Valeria della IV Regione Italica; le popolazioni della zona appenninica furono tra le prime ad essere evangelizzate. La fede cristiana mise subito radici molto profonde al punto da resistere anche alla successiva caduta dell'Impero e alle invasioni barbariche; traccia notevole di questo influsso è visibile nelle numerose chiese monastiche, abbaziali ed eremitiche, dall'architettura sobria e solida, nelle manifestazioni popolari più suggestive (feste, processioni, pellegrinaggi ai santuari).
La Regione ecclesiastica Abruzzo-Molise (in latino Regio ecclesiastica Aprutina-Molisana) è costituita con il decreto Eo quod spirituales della Congregazione per i vescovi del 12 settembre 1976, con il quale alla precedente Regione ecclesiastica Abruzzo viene annessa la provincia ecclesiastica dell'arcidiocesi di Boiano-Campobasso eretta il 21 agosto precedente.

## La regione ecclesiastica oggi

### Statistiche
Dati statistici secondo l'Annuario pontificio 2024:
- Superficie in km²: 15.473
- Abitanti: 1.537.172
- Parrocchie: 1.044
- Numero dei sacerdoti secolari: 798
- Numero dei sacerdoti regolari: 297
- Numero dei diaconi permanenti: 128

### Suddivisione
- Arcidiocesi dell'Aquila
  - Diocesi di Avezzano
  - Diocesi di Sulmona-Valva
- Arcidiocesi di Pescara-Penne
  - Diocesi di Teramo-Atri
- Arcidiocesi di Chieti-Vasto
  - Arcidiocesi di Lanciano-Ortona
- Arcidiocesi di Campobasso-Boiano
  - Diocesi di Isernia-Venafro
  - Diocesi di Termoli-Larino
  - Diocesi di Trivento

## Conferenza episcopale Abruzzese-Molisana
- Presidente: Camillo Cibotti, vescovo di Isernia-Venafro e di Trivento
- Vicepresidente: Emidio Cipollone, arcivescovo di Lanciano-Ortona
- Segretario: Antonio D'Angelo, arcivescovo metropolita dell'Aquila

### Vescovi delegati
- Problemi sociali e lavoro: Giancarlo Maria Bregantini, C.S.S.
- Liturgia; Problemi giuridici; Promozione del sostegno economico alla Chiesa: Camillo Cibotti
- Famiglia e vita; Tutela dei minori: Emidio Cipollone
- Laicato; Cooperazione missionaria tra le Chiese: Antonio D'Angelo
- Clero e Vita consacrata: Gianfranco De Luca
- Vocazioni: Bruno Forte
- Giovani; Pastorale del turismo, sport e tempo libero: Michele Fusco
- Educazione cattolica, scuola e università; Beni culturali ecclesiastici ed edilizia di culto: Lorenzo Leuzzi
- Ecumenismo e dialogo interreligioso: Giovanni Massaro
- Cultura; Catechesi; Comunicazioni sociali: Claudio Palumbo
- Salute; Migrazioni; Carità: Tommaso Valentinetti

### Cronotassi dei presidenti
- Armando Dini, arcivescovo metropolita di Campobasso-Boiano (1999 - 2004)
- Carlo Ghidelli, arcivescovo di Lanciano-Ortona (2004 - 18 dicembre 2010)
- Tommaso Valentinetti, arcivescovo metropolita di Pescara-Penne (4 gennaio 2011 - 18 gennaio 2016)
- Bruno Forte, arcivescovo metropolita di Chieti-Vasto (18 gennaio 2016 - 11 gennaio 2021)
- Giuseppe Petrocchi, cardinale, arcivescovo metropolita dell'Aquila (11 gennaio 2021 - 10 giugno 2024)
- Camillo Cibotti, vescovo di Isernia-Venafro e di Trivento, dal 10 giugno 2024

## Diocesi abruzzesi e molisane soppresse
- Diocesi di Amiterno
- Diocesi di Aveia
- Diocesi di Campli
- Diocesi di Cittaducale
- Diocesi di Guardialfiera
- Diocesi di Ofena
- Diocesi di Sepino